# 岩城滉太
岩城 滉太（いわき こうた、1992年〈平成4年〉9月9日 - ）は、日本の俳優。
静岡県三島市出身。オンリーユー所属。
俳優の岩城滉一と名前が似ているが、血縁関係は無い。

## 略歴
社会人1年目の19歳の時に初めて訪れた原宿でスカウトされ、芸能界を意識するが諦める。1度は諦めた芸能界の挑戦を諦めきれずA-Team academyにて演技の基礎を学び、その後メインキャストプロダクションに所属。その後2017年9月に同事務所が倒産し、舞台で共演し親交のあった俳優の渡辺裕太に紹介され現在の事務所オンリーユーに所属する。本格的なデビューは世界最大級のダイビングショップmic21『2017年度ダイビングギアモデル グランプリ』受賞しデビュー。
2017年6月、「テイルズ オブ」シリーズ初の舞台化『テイルズ オブ ザ ステージ』にて主人公ルーク・フォン・ファブレ役で初主演を経験。横浜アリーナでの舞台を成功させ、同年8月、9月に同公演を東京・大阪とで公演し、全公演満員となった。
同年10月に自身初のトークライブイベント「IWAKI WARU!」を開催する。
2018年4月「テイルズ オブ」シリーズ初のツアーイベント「テイルズ オブ ツアー」を開催。舞台ルーク・フォン・ファブレ役で同ツアーに参加する。
2018年6月、2年連続で横浜アリーナで『テイルズ オブ ザ ステージ』を公演する。
同年2月と9月にダイビングの撮影でCASIO「ロゴシーズ」、AQUALUNG（アクアラング）でメインのモデルを務める。
2018年12月、神田時来組『志士たち』山県狂介 役で時代劇初挑戦。
2019年7月に西野亮廣（キングコング）原作の音楽劇『Zip & Candy』で初めて音楽劇の舞台に立つ。
同年12月にTBSテレビ『SASUKE2019』に初出場。ドラゴングライダーまでいくも脱落。
2020年に映画『歌舞伎町ヴァージンジャンプ』の公開を控えている。
Youtubeチャンネル『ちるサンダー』のメンバーとしても活動中。

## 人物
- 身長171 cm。血液型はB型。
- 特技は東海道新幹線の全駅名を言う、モノマネ、アクロバット、手の血管を動かせる。
- 小学4年生から野球をやっており、中学ではシニアリーグ、高校では甲子園常連高「常葉学園菊川高等学校」にて野球をやっている。ポジションはセンターだった。また幼い頃からスノーボードもやっている。
- 実家で「そら」と「あんみつ」という2匹の猫を飼っており、「ボルト」という1匹の犬を飼っている。本人のInstagramで画像・動画とともに紹介されている。
- 『テイルズ オブ ザ ステージ』の主人公のルーク・フォン・ファブレ役で見事なシックスパックにしたり、『不思議の国でノックアウト』の辛島ユウイチ役で本物のボクサーさながらのトレーニングや減量をするなど、与えられた役柄に挑むためにできることはどんなことでもストイックに役作りすることを厭わない。
- 趣味はゲーム、アニメ観賞、掃除、そしてジャム作り。

## 出演
役名の太字は主演作品。

### テレビ
- 解決!ナイナイアンサー（2016年2月、日本テレビ）
- 世界一受けたい授業（2016年3月、日本テレビ）
- 消えた天才（2019年8月、TBSテレビ）
- SASUKE2019（2019年12月、TBSテレビ）

### ドラマ
- バイバイ、マイフレンド 第1話（2023年5月10日、フジテレビ）

### 舞台
- テイルズ オブ ザ ステージ-最期の預言- - 主演・ルーク・フォン・ファブレ 役
  - LIVE&THEATER at 横浜アリーナ（2017年6月2日 - 4日、横浜アリーナ）[4][5]
  - 大阪公演 / 東京公演（2017年8月30日・31日、メルパルクホール大阪 / 2017年9月5日・6日、中野サンプラザ）[6][5]
- 不思議の国でノックアウト（はらぺこペンギン！[7] 15周年記念公演、2017年12月14日 - 18日、テアトルBONBON） - 辛島ユウイチ 役[8][9]
- Salvage～最期の贈り物～（2018年4月18日 - 22日、劇場MOMO）[10] - 主演・高天原海樹 役
- テイルズ オブ ザ ステージ-ローレライの力を継ぐ者- - ルーク・フォン・ファブレ 役
  - LIVE&THEATER at 横浜アリーナ（2018年6月15日、横浜アリーナ）[11]
  - EMOTIONAL ACT Zepp公演（2018年8月22日 - 26日、Zepp DiverCity / 2018年9月8日・9日、Zepp Namba）[12]
- 志士たち（神田時来組、2018年12月5日 - 9日、俳優座劇場） - 山県狂介 役[13]
- 音楽劇 Zip & Candy（2019年7月4日 - 14日、俳優座劇場）[14] - トリマキー 役
- 流星メモリー×4（はらぺこペンギン！ 第26回公演、2019年12月11日 - 17日、テアトルBONBON）[15] - ロビン / 西城守 役

### 映画
- 家族の地図（短編映画、地域創造エンターテイメント）[16] - 主演・岩井広大 役
- 歌舞伎町ヴァージンジャンプ（2022年公開）[17] - 竜 役

### 配信動画
- SASUKE2019（2020年1月1日、Paravi）
- ＆CAST!!!「テイルズ オブ アンバサダーチャンネル」ルーク・フォン・ファブレ 役
- 「アソビリオン」ルーク・フォン・ファブレ 役

### ドキュメンタリー・情報番組
- 美の巨人たち（2017年6月、テレビ東京）

### モデル
- mic21ダイビングギアモデル2017 グランプリ（2017年〜）
- CASIO「ロゴシーズ」（2018年〜）
- AQUALUNG（アクアラング）（2019年〜）

### CM
- 株式会社ドリームファクトリー[18] ゴールドプラザ[19]（2015年12月～2016年2月） - メイン査定人役
- ニッポンレンタカー「その大切な時間をもっと特別に。」篇（2024年4月 - ）[20] - 堀田真由、とよだ恭兵[20]らと共演
- 太陽生命保険 告知緩和型がん診断保険「ドアップ」篇（2024年9月 - ）[21]

### ラジオ
- 劇団マチダックスの1,2,3,4！　ゲスト出演（FM HOT839（ エフエムさがみ））
- HOMEST presents『 Homeyトーク ～本当にいい家教えます～ 』　ゲスト出演（ラジオ日本）

## 作品

### CD
- SaCuLiレーベル 第二弾オリジナルドラマCD「怪盗ではない海藤ルミ子」（考える人）

### 映像作品
- テイルズ オブ ザ ステージ - 最後の預言 - （バンダイナムコエンターテインメント）
- テイルズ オブ ザ ステージ - ローレライの力を継ぐ者 - （バンダイナムコエンターテインメント）
- 家族の地図（地域創造エンタテインメント）